# 神奈川大学アドベンチャークラブ
神奈川大学アドベンチャークラブ（かながわだいがくアドベンチャークラブ）は、神奈川大学文化連合会所属の冒険（アドベンチャー）を目的とする課外活動団体（クラブ）。略称は神奈川大学アドベン部。

## 概要
1966年創部。活動内容は、川下り（ラフティング競技会参加）、山登り、沢登り、サイクリング、秘宝探索、トレッキング、無一文生活など。中でも1998年より始めた『もう一つの箱根駅伝』（『東京箱根間ゴミ拾い駅伝』）はOBが中心となり2011年（平成23年）に「NPO法人もう一つのプロジェクト」という名称でNPO法人化し、他大学の学生や、地方自治体組織、三井住友海上など大手企業も協賛、主催、参加する定期的なイベントとなり、東京箱根間に限らず日本各地で開催されるようになっている。その社会貢献活動から出発した『ゴミ拾い駅伝』はメディアで取り上げられた。

## 主な活動
- 1966年創部 ＊1966～1994年の活動は調査中
- 1991年
  - 西表縦走（沖縄県）
  - 丹沢沢登り（神奈川県）
  - 富士山登山（静岡県）
  - 八ヶ岳登山（長野県）
  - 長良川リバーツーリング（岐阜県）
- 1992年
  - 四万十川リバーツーリング（高知県）
  - 奥多摩沢登り（東京都）
  - 屋久島０ｍ～最高峰1935ｍ完全縦走（鹿児島県）
  - 富士川ツーリング完全ラップ（静岡県）
  - 奥多摩ケービング（東京都）
  - 第16回日本リバーベンチャー選手権大会「奇跡の上級準優勝！」（群馬県）

（クルー：平野・柏原・浅井・長谷川、ＲＶ‐２０００）
- 1993年
  - 四万十ツーリング／3月（高知県）
  - 八ヶ岳登山／10月（長野県）
- 1994年
  - 春の富士川ツーリング（静岡県）
- 1995～96年
  - 韓国の清流を下る（韓国）
  - タイ、メイコック川下り（タイ）
  - 国道1号線『570km徒歩キャノンボール』（東京ー大阪間）
  - インド ASIAN HIGHWAY BIKE TOURING
- 1997年
  - The Kayak～ドナウの旅人編～ ドナウ川完全航下2800kmの旅人～（ドナウ川流域五カ国）
  - 材木かついで縦走『西表島いかだ作戦』（沖縄県）
  - MTBで走った『オーストラリア2000km』（オーストラリア）
  - アドベンチャーレースエコチャレンジ参戦記（オーストラリア）
  - エジプトサハラ砂漠MTBで縦断～地中海は地元のガキしかいなかった～（エジプト）
  - ベトナム南北縦断1700km（ベトナム）
  - 秘境ボルネオ熱帯雨林ジャングルに挑む（マレーシア）
  - 学生生活最後で最悪の川下り『LAST TRIPS IN NEW ZEALAND』（ニュージーランド）
- 1998年
  - 砂漠を貫く路、砂漠公路を越える（中国、タクラマカン砂漠）
  - アフリカの高峰、キリマンジャロ登頂（ケニア）
  - タイ北部を歩く、山岳民族に出会う（タイ）
  - もう一つの箱根駅伝プロジェクト（神奈川県-東京都）(2006年復活の『東京箱根間ゴミ拾い駅伝』の起源)
- 1999年
- インカ計画キャラバン隊（ペルー）
- 黒海周旋計画（黒海周辺　ヵ国）
- カラコルムハイウェイ走破
- ベトナム横断1746kmの旅（ベトナム）
- 2000年
  - 元祖秘宝探索隊 モノイフ石を探せ
  - エジプト・シナイ山へ
  - 舞湖紀行、カザフスタン
  - カリマンタン
- 2001年
  - ゴビ砂漠モンゴル騎馬縦走（モンゴル）
  - マダガスカル横断（マダガスカル）
  - アラスカ単独航行（アラスカ）
  - 38度線雪中行軍（韓国）
  - 台湾的自転車活動（台湾）
- 2002年
  - 遥かなる空の旅～ウユニ塩湖を目指して～（ボリビア）
- 2003年
  - ゴビ沙漠徒歩縦断（モンゴル）
- 2004年
  - 三国夢走隊（中国）
  - グヌン・タハン隊（マレーシア）
  - バングラデシュ隊～ゼンタバイ・シンヤバイ～（バングラデシュ）
  - 中国雲南省的活動（中国）
  - 中国黄河隊（中国）
  - 夏のロシアシベリアMTB縦断隊（ロシア)
  - オーストラリア南海岸～グレートオーシャンロード～（オーストラリア）
- 2005年
  - 南米最高峰アコンカグア登頂（アルゼンチン）
  - ミャンマータンデム周遊活動（ミャンマー）
  - モロッコ王国街道侍たちの徒歩縦断計画（スペイン・モロッコ）
- 2006年
  - 2006年1月4日（水）～5日（木）「東京箱根間ゴミ拾い駅伝」第１回大会[8]
  - ミクロネシア～ナンマドール～（ミクロネシア）
  - モーリタニアMTB～ザ・オアシス・オブ・サハラ～（モーリタニア）
  - アリゾナ砂漠～幌馬車モニュメントバレーを駆ける～（アメリカ合衆国）
- 2007年
  - ニュージーランドチュービング（ニュージーランド）
  - ヨルダン徒歩縦走隊（ヨルダン）
  - キルギスシルクロード北路「風街道」徒歩完歩計画（キルギス）
  - ナミビア砂漠横断計画（ナミビア）
- 2008年　
  - ミスティ山登頂計画（ペルー）
  - アマゾン計画inボリビア ベニ川爆漕隊（ボリビア）

マラウィ湖からモザンビーク・インド洋へ 歩き計画（マラウィ、モザンビーク）
  - ライン河全流降下計画（ライン川流域6カ国）
- 2009年　
  - 3月、富士河口湖町本栖の溶岩洞穴「本栖第一風穴」で22ｍ転落事故[9]
- 2010年　
  - 湘南チャレンジ2010(ラフティング大会)

## 拠点
- 横浜市神奈川区六角橋
  - 神奈川大学横浜キャンパス神奈川大学体育館下、通路奥アドベン部部室
- 平塚市
  - 神奈川大学湘南ひらつかキャンパス

## 競技会
- 日本リバーベンチャー選手権大会(日本国内最大級のラフティング大会)[10]
  - 第2回大会（1978年6月4日／5日・利根川） ４メン　優勝
  - 第10回大会（1986年6月8日／9日・利根川） ４メン　優勝

## 主な出身者
- 市川真也-2008年神奈川大学法学部卒、神奈川大学アドベン部、NPO法人もう一つのプロジェクト代表
- 小泉聡　-神奈川大学アドベン部卒後 「チームテイケイ」所属のプロ・ラフティング選手、2011年ラフティング世界大会総合優勝等[11]

## 関連書籍・メディア露出
- カヌーライフ
- 月刊「Outdoor」
- 神奈川新聞
- ムー
- 少年サンデー
- 「これマジ」
- 山と渓谷
- 自転車人
- アドベンチャースポーツマガジン
- 環境会議